# キャラバン (お笑い)
キャラバンは1980年代に活動したコントトリオ。

## メンバー
- 渡部又兵衛（わたべ またべえ。本名渡部由光。北海道出身、1950年4月10日 - 2022年9月7日：享年72歳）
- 松崎菊也（まつざき きくや。本名松崎正資。大分県出身、1953年3月9日（71歳） - ）
- 有本まこと（ありもと まこと。本名有本誠。京都府出身、1954年4月14日（70歳） - ）

## 概要
キモサベ社中を脱退した渡部又兵衛と松崎菊也が、ミュージカル劇団音楽座に在籍中の有本まことを誘い、1985年に結成。『お笑いスター誕生!!』の第6回オープントーナメントサバイバルシリーズに初出場し、そのまま優勝。番組が終了するまで活躍した。

1988年、有本まことが音楽座の活動を優先させるため脱退。

その後「笑パーティー」、「ジョージボーイズ」と社会風刺コントグループの「ザ・ニュースペーパー」を結成した。

## 受賞歴
- 1985年　『お笑いスター誕生!!』第6回オープントーナメントサバイバルシリーズ優勝
- 1986年　第1回NHK新人演芸コンクール ＜演芸部門＞最優秀賞